# Mohamed El Amine Amoura
Mohamed El Amine Amoura (Jijel, Argelia, 9 de mayo de 2000) es un futbolista argelino que juega en la demarcación de extremo para el VfL Wolfsburgo de la 1. Bundesliga.

## Selección nacional
Tras jugar en varias categorías inferiores de la selección, finalmente hizo su debut con la selección de fútbol de Argelia en un partido de clasificación para la Copa Mundial de Fútbol de 2022 contra Níger que finalizó con un resultado de 6-1 tras un doblete de Islam Slimani y otro de Riyad Mahrez, y dos autogoles de Youssouf Oumarou y Zakariya Souleymane para Argelia, y de Daniel Sosah para Níger.

## Estadísticas

### Clubes
| Club                 | País     | Año       | Partidos | Goles |
| -------------------- | -------- | --------- | -------- | ----- |
| ES Sétif             | Argelia  | 2020-2021 | 45       | 18    |
| F. C. Lugano         | Suiza    | 2021-2023 | 66       | 17    |
| Union Saint-Gilloise | Bélgica  | 2023-2024 | 45       | 21    |
| VfL Wolfsburgo       | Alemania | 2024-     | 34       | 10    |

## Palmarés

### Títulos nacionales
| Título          | Club                 | País    | Año  |
| --------------- | -------------------- | ------- | ---- |
| Copa de Bélgica | Union Saint-Gilloise | Bélgica | 2024 |